# Jonas Montelin
Jonas Montelin, född 1685 i Kuddby församling, Östergötlands län, död 4 september 1757 i Östra Tollstads församling, Östergötlands län, var en svensk präst.

## Biografi
Jonas Montelin döptes 11 januari 1685 i Kuddby församling. Han var son till bonden Håkan Bengtsson och Kerstin Jonsdotter på Berga. Montelin blev 1711 student vid Uppsala universitet och prästvigdes 18 augusti 1714. Han blev 1718 komminister i Sya församling och 4 november 1741 kyrkoherde i Östra Tollstads församling. Montelin avled 1757 i Östra Tollstads församling.

### Familj
Montelin gifte sig 25 februari 1718 med Margareta Rydelius (1683–1746). Hon var dotter till kyrkoherden Theseus Magni Rydelius och Christina Palumbus i Väderstads församling. Margareta Rydelius var änka efter korpralen Sven Pihl och komministern Nicolaus Södergren i Sya församling. Montelin och Rydelius fick tillsammans barnen Maria Montelin (född 1719 som var gift med rusthållaren Nils Larsson i Tollstad, Samuel Montelin (1721–1722), komministern Haquin Montelin (1723–1768) i Sya församling, Brita Catharina Montelin (1726–1726), kornetten Nils Montelin (1727–1784) och handlanden Magnus Montelin (född 1730) i Holland.